# 関本幸治
関本 幸治（せきもと こうじ、1969年 -  ）は写真家。

## 経歴
兵庫県神戸市生まれ。1992年、愛知県立芸術大学美術学部美術科油絵専攻卒業、1994年、同大学院修士課程修了。
1996年、渡欧し、ケルンにて制作活動を開始。2003年、東京で、2009年、横浜で制作活動を開始。同年より、黄金町バザールに参加。粘土で造形物を作成し、それを写真に収める手法で制作を行う。2008年と2010年に、キヤノン写真新世紀佳作を受賞。

## 主な個展
- 傘の下で Under the Umbrella（マーティン・クドレック ギャラリー、ケルン、2000年）
- 密やかな日常 Hush-Hush Days（OTA FINE ARTS、東京、2000年）
- フレッシュ・アズ・ア・デイジー Fresh as a Daisy（A/T FLAG SHOP、東京、2001年）
- ポワントとバランス Pointe et Balance（Studio J、大阪、2001年）
- 魅惑のメロディ Charm Melody（OTA FINE ARTS、東京、2001年）
- 私の愛らしい Mon péché mignon（マーティン・クドレック ギャラリー、ケルン、2002年）
- ロミオと  Romeo and , （Studio J、大阪、2002年）
- とジュリエット  ,and Juliet （Òn Gallery、大阪、2002年）
- 鏡の中の左回りの時計 The Backwards Clock in the Mirror（アートテック美術館、ケルン、2008年）
- もうひとりのわたし（C.A.P.、神戸、2012年）
- 羽のない妖精（第6回恵比寿映像祭地域連携プログラム）（TRAUMARIS　SPACE、東京、2014年）
- 詩的図像学（硝子の縁:剥製の人間）（GALLERY the GALAXY、甲府、2015年）